# EDP Energía
EDP Energía, S. A. U. es una empresa española perteneciente al grupo EDP España dedicada a la producción de energía eléctrica. Fue creada el 15 de marzo de 1913 bajo el nombre de Sociedad Civil Privada de Saltos de Agua de Somiedo y dedicado a la producción, transporte, transformación y distribución de energía eléctrica. Hasta 2005 se denominó Hidrocantábrico (HC). Cuando la portuguesa Energias de Portugal (EDP) se hizo con su control, diversificó su negocio hacia el gas y las energías renovables.

## Historia
El 15 de marzo de 1913, un grupo de hombres entre los que destacan Policarpo Herrero, José Tartiere y Narciso Hernández Vaquero, inician un acuerdo junto a Ignacio Herrero de Collantes (Marqués de Aledo), Martín González del Valle (Marqués de la Vega de Anzo), Celestino García López, José González Herrero y Benito Collera Duyos, la constitución de una sociedad privada denominada Saltos de Agua de Somiedo. Esta sociedad tenía como objetivo el aprovechamiento hidráulico de las aguas del concejo de Somiedo, según venía estudiándose desde hace unos años.
La primera instalación generadora de energía hidráulica inició su explotación en 1917, siendo de la empresa Saltos de Agua de Somiedo. Consistía en la toma de aguas del río del Valle, el canal de conducción del río Sousas, la Central, la línea de conducción a Oviedo y Gijón y la subcentral de Oviedo.
El 25 de octubre de 1919 la Junta se reúne en Oviedo para tratar de constituirse en sociedad anónima, "toda vez que se había comenzado la explotación de la primera parte del salto y se habían obtenido al efecto los beneficios de la ley de 2 de marzo de 1917 sobre protección a las nuevas industrias". Se establece como acuerdo que la Sociedad Civil Privada de Saltos de agua de Somiedo continúe como tal hasta el 31 de diciembre de 1919 y la sociedad anónima comenzará su nueva vida el día 1 de enero de 1920 denominándose Hidroeléctrica del Cantábrico - Saltos de Agua de Somiedo.
La empresa pasó a llamarse posteriormente Hidroeléctrica del Cantábrico, Hidrocantábrico y a partir de 2005 HC Energía tras haber sido comprada por la portuguesa Energias de Portugal (EDP), que transformó la matriz en EDP España.
En julio de 2009, las pequeñas distribuidoras, agrupadas en la patronal CIDE, decidieron unirse a HC Energía para formar a partes iguales CHC Energía, una comercializadora eléctrica.

## Generación
En el campo de la generación eléctrica, HC Energía dispone de instalaciones hidráulicas, térmicas y nucleares, como propietaria al 100% o como participante en sociedad con otras empresas del sector.

### Instalaciones hidráulicas[3]

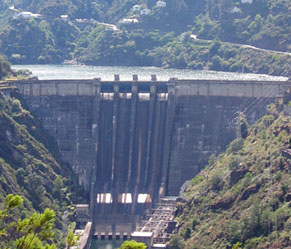
Central hidroeléctrica de Salime.

- Central hidroeléctrica de La Malva: situada en el término municipal de Somiedo, sus dos primeros grupos entraron en funcionamiento en 1917, y constituían la primera instalación de la Sociedad Civil Privada de Saltos de Agua de Somiedo. En 1924 se pusieron en marcha dos nuevos grupos. Está abastecida por los ríos Valle y Saliencia, además de por los lagos de Somiedo y posee una potencia instalada de 9.14 MW.
- Central hidroeléctrica de La Riera: situada también en Somiedo, sus dos primeros grupos entraron en funcionamiento en 1946. El tercero no lo haría hasta 1956. Se abastece por los ríos Somiedo y Saliencia y posee una potencia instalada de 7.82 MW.
- Central hidroeléctrica de Miranda: situada en el término municipal de Belmonte de Miranda, constituye junto con las dos anteriores el aprovechamiento hidráulico integral de la cuenca de los ríos Pigüeña - Somiedo. Sus cuatro grupos entraron en funcionamiento en 1962. En una obra de ingeniería excelente para la época, la central de Miranda se abastece por el río Pigüeña y por pequeños arroyos que se captan a través del túnel de 22 km que une el embalse de Covacho con la central. Tiene instalada una potencia de 64.8 MW.
- Central hidroeléctrica de La Florida: Dos de sus grupos entraron en funcionamiento en 1952; y el tercero en 1960. Está situada en el término municipal de Tineo y se abastace a través del embalse de Pilotuerto, en el Río Narcea. La potencia instalada es de 8 MW.
- Central hidroeléctrica de Priañes: Posee tres grupos, dos de los cuales fueron puestos en servicio en 1952; el tercero en 1967. Se abastace del río Nora, a través de la presa del mismo nombre, y del río Nalón a través de la presa de El Furacón. Se sitúa muy cerca de la confluencia de ambos ríos, entre el concejo de Oviedo y el de Las Regueras. La potencia instalada es de 18.43 MW.
- Central hidroeléctrica de Grandas de Salime: HC Energía comparte la titularidad de esta central con Electra de Viesgo, hoy perteneciente al grupo alemán E.ON, a través de la sociedad Saltos del Navia C.B. En el momento de su construcción, constituía el mayor embalse de toda España y el segundo de Europa. Las obras comenzaron tras finalizar la Segunda Guerra Mundial y se extendieron hasta 1954, año de entrada en servicio de sus cuatro grupos. Su potencia instalada es de 112 MW. Está abastecida por el Río Navia.
- Central hidroeléctrica de La Barca: Junto con la Central hidroeléctrica de La Florida, constituye el único aprovechamiento hidroeléctrico a gran escala del Río Narcea. Entró en funcionamiento en 1967 con dos grupos, haciéndolo un tercero en 1974. Se sitúa en el límite entre los términos municipales de Tineo y Belmonte de Miranda y posee una potencia instalada de 57.7 MW.
- Central hidroeléctrica de Proaza: Situada en el término municipal del mismo nombre, sus dos grupos fueron puestos en marcha en 1968 con una potencia de 48 MW. Se abastece desde el Río Trubia.
- Central hidroeléctrica de Tanes: Esta central presenta la peculiaridad de ser reversible. Se sitúa en el término municipal de Sobrescobio y se abastece de la Presa de Tanes y la Presa de Rioseco, situada aguas arriba la primera y aguas abajo la segunda. Cuando la central entra en funcionamiento, en las horas punta de consumo eléctrico, el agua embalsada en Tanes se hace pasar por las turbinas y posteriormente se embalsa de nuevo en Rioseco. Durante las horas valle, en las que la oferta supera a la demanda, es decir, hay excedentes de energía, el agua de Rioseco se bombea de nuevo a Tanes para iniciar de nuevo el ciclo. Comenzó a construirse en 1970 y fue puesta en funcionamiento en 1978. Sus aguas son las del Río Nalón. Tiene 123 MW en generación y 114.5 en bombeo.

### Instalaciones térmicas[4]
Las centrales eléctricas propiedad de HC Energía que utilizan combustibles fósiles como fuente de energía principal son las siguientes:
- Central térmica de Soto de Ribera: Ubicada en la margen izquierda del Río Nalón, en las inmediaciones de la confluencia de éste con el Río Caudal, en el término municipal de Ribera de Arriba. Llegó a contar con 3 unidades generadoras, puestas en funcionamiento en 1966, 1967 y 1984, con potencias de 67, 257 y 360 MW respectivamente. El Ministerio de Industria aprobó, en noviembre de 2007, el cierre del Grupo I después de haber funcionado 191.130 horas en sus más de cuarenta años de existencia.[5] En noviembre de 2008, entró en funcionamiento un nuevo grupo (Soto 4) de ciclo combinado, de 418 MW, siendo el primero de estas caractérísticas que se instala en el Principado de Asturias.[6]
- Central térmica de Aboño: Situada en las inmediaciones de la Ría de Aboño, en el pueblo homónimo, perteneciente al concejo de Carreño aunque muy próximo a Gijón. Posee dos unidades generadoras puestas en servicio en 1974 y 1985, con potencias de 366 y 560 MW respectivamente.

### Instalaciones nucleares[7]
- Central nuclear de Trillo: Situada en el término municipal del mismo nombre, en la Provincia de Guadalajara, HC posee una participación del 15,5%, equivalente a 165 MW.